# Geslachtengroep
Een geslachtengroep, tak of tribus is een taxonomische rang tussen een onderfamilie en een geslacht, of een taxon in die rang. Deze rang wordt wel gebruikt om grote onderfamilies verder in te delen.